# Csőszcincér
A csőszcincér (Prionus coriarius) a rovarok (Insecta) osztályának a bogarak (Coleoptera) rendjébe, ezen belül a mindenevő bogarak (Polyphaga) alrendjébe és a cincérfélék (Cerambycidae) családjába tartozó faj.

## Előfordulása
A csőszcincér Európa nagy részén, Nyugat-Szibériában és Észak-Afrikában megtalálható. A legészakibb területeken hiányzik.

## Megjelenése
A csőszcincér 1,8-4,5 centiméteres, erőteljes, sötétbarna vagy barnásfekete cincérfaj. A hím csápja 12 ízes, fűrészelt és erős, a nőstényé 11 ízből áll, és gyengén csipkézett. Az előtor hátának oldalszélén mindkét nemnél 3-3 nagy, hegyes fog van.

## Életmódja
A csőszcincér elegyes lomberdők, főleg tölgyesek, ritkábban fenyvesek lakója. Az szürkületi órákban tevékeny és repül, ekkor zajlik a párkeresés Napközben fatönkök kérge alatt rejtőzködik. Tápláléka lomblevelű, ritkán tűlevelű fák gyökerei.

## Szaporodása
A bogár násza júliustól augusztus végéig zajlik, cirpelő hangok kíséretében, amelyeket úgy képez, hogy szárnyfedőit a hátsó combokon levő „hangléc”-hez dörzsöli. A lárvák korhadt fatuskókban fejlődnek, mélyen befúrják magukat, és a gyökereket rágják. A lárvák 14 vedlés után, 3-4 év múlva elérik az 5 centiméter hosszúságot. A talajban babbölcsőt készítenek, amelyből a következő tavasszal bújik ki a kifejlődött bogár.